# Çéphôn
 (août 2022).
Çéphôn semble être un fort vent du nord (assimilé au Typhon grec) qui lutta contre Baal selon une légende phénicienne.
Il peut également s'agir d'un lieu cité dans l'Ancien Testament - Exode chapitre 14 : « ...Et l’Éternel parla à Moïse, disant : Dis aux fils d’Israël qu’ils se détournent, et qu’ils campent devant Pi-Hahiroth, entre Migdol et la mer ; devant Baal-Tsephon, vis-à-vis, vous camperez près de la mer... »